# Porzana sandwichensis
Porzana sandwichensis foi uma espécie de ave incapaz de voar da família dos ralídeos. Era endêmica da Ilha Havai.